# Malattia professionale
La malattia professionale (o tecnopatia) è un danno fisico o psichico che occorre involontariamente alla persona, in modo non immediato, in occasione del lavoro. Nella malattia professionale, diversamente che nell'infortunio, l'influenza del lavoro nella genesi del danno lavorativo è specifica, poiché la malattia deve essere contratta proprio nell'esercizio ed a causa dell'attività lavorativa o per l'esposizione ad un determinato agente tossico ("noxa patogena").

## Definizione
Con il termine "malattia professionale" si prende in considerazione la malattia contratta nell'esercizio e a causa della lavorazione alla quale è adibito il lavoratore.
La giurisprudenza riconosce, in particolar modo, la natura di malattia professionale a quello stato di aggressione dell'organismo del lavoratore: eziologicamente connessa all'attività lavorativa, a seguito e ad esito del quale residua una definitiva alterazione dell'organismo stesso comportante, a sua volta, una riduzione della capacità lavorativa.
Particolare rilevante, inerente al termine di "malattia professionale" risulta essere la prova del nesso causale, del quale costituiscono una valida fonte gli elenchi delle malattie professionali contenute nelle tabelle allegate al D.P.R. n. 1124/1965.
Le Sezioni Unite della Corte di cassazione hanno affermato il principio secondo cui per le malattie comprese in dette tabelle e manifestatesi entro i termini ivi previsti opera in favore del lavoratore una presunzione legale dell'esistenza di un rapporto di causalità tra lavoro e malattia.
Peraltro, sempre secondo la Corte di Cassazione, tale presunzione, potrebbe essere invocata anche per le lavorazioni non espressamente previste nelle tabelle purché queste presentino una identità dei requisiti essenziali, con le fattispecie incluse nella lista (nella dottrina giuslavorista la tesi è sostenuta da Daniele Iarussi).
Per le malattie invece diverse da quelle tabellate ovvero riconducibili a lavorazioni diverse da quelle descritte in tabella (o manifestatesi oltre i termini ivi indicati), spetta al lavoratore dimostrare la causa di lavoro.
La malattia professionale può essere scaturita, quindi, sia da proprietà nocive delle sostanze utilizzate sia da movimenti violenti e ripetuti, non naturali, ai quali la struttura corporea risulta adattarsi.
In conclusione essa è l'effetto nocivo di materiale o lavoro, protratto nel tempo.
La malattia professionale si distingue dall'infortunio, in quanto, a differenza di quest'ultimo, non avviene per causa violenta, ma secondo un'azione graduale nel tempo. Oggi è più opportuno parlare di “malattia correlata al lavoro” e non di “malattia da lavoro” per indicare la multifattorialità delle malattie contratte nel luogo di lavoro.
In Italia le malattie professionali sono soggette ad assicurazione obbligatoria presso l'INAIL, che in caso di patologia eroga al lavoratore malato diverse tipologie di prestazioni previdenziali. L'elenco delle malattie professionali indennizzabili è contenuto nel DPR n. 1124/65 (cd. malattie "tabellate"), ma ciò non esclude che altre malattie siano riconosciute come tali in seguito a specifici accertamenti, anche giudiziali. Con decreto ministeriale del 9 aprile 2008 è stato emanato un elenco aggiornato delle malattie professionali dell'industria e dell'agricoltura, per il cui riconoscimento vige la presunzione legale d'origine.

### Caratteristiche
Una caratteristica essenziale delle malattie professionale è la latenza temporale che intercorre tra la prima esposizione e la manifestazione della malattia, compromettendo talvolta la facile attribuzione del contesto lavorativo e del periodo di tempo dell'esposizione determinante.
In base alla latenza è possibile suddividere le malattie professionali distinguendo:
- latenza breve o brevissima: la manifestazione della malattia è dell'ordine di giorni o mesi e le metodiche per la rilevazione di tali malattie sono analoghe a quelle degli infortuni sul lavoro;
- latenza media: la manifestazione della malattia è dell'ordine di alcuni anni;
- latenza lunga: la manifestazione della malattia è dell'ordine di molti anni o addirittura decenni.

## Malattie professionali
Tra le malattie professionali più comuni si ricordano le seguenti:
- Asbestosi: è una malattia polmonare cronica conseguente all'inalazione di fibre di asbesto. L'asbesto, o amianto, è stato molto utilizzata in passato come materiale in campo prevalentemente edilizio, soprattutto per le sue caratteristiche refrattarie.

Oggi, in Italia come in altri Paesi, ne è vietato l'uso perché cancerogeno.
Sono le fibre di asbesto da ritenersi pericolose; esse penetrano attraverso le vie respiratorie, in base alla loro lunghezza (fino a 50 µm) e al loro diametro: le fibre con diametro inferiore a 0,5 µm possono raggiungere gli alveoli polmonari. Le fibre depositate causano attivazione del sistema immunitario locale e provocano una reazione infiammatoria da corpo estraneo.
Sono a rischio di esposizione ad amianto tutti i lavoratori che si occupano della manipolazione, rimozione, trasporto di amianto.
- Antracosi: è una malattia polmonare di tipo cronico (pneumoconiosi), tipica di chi lavora nelle miniere di carbone.

La latenza tra esposizione e sviluppo di malattia è di circa 12-15 anni e una percentuale considerevole (circa il 10%) dei lavoratori esposti svilupperà malattia nel corso della vita.
La causa è da imputarsi alle polveri di carbone che si ritrovano nelle miniere, che si depositano all'interno dell'organismo, nei polmoni e nei linfonodi. Il fumo costituisce un'aggravante delle condizioni.
- Avvelenamento da radiazione: (chiamato anche male da raggi, malattia acuta da radiazione o più propriamente in clinica sindrome da radiazione acuta) designa un insieme di sintomi potenzialmente letali derivanti da un'esposizione dei tessuti biologici di una parte considerevole del corpo umano ad una forte dose di radiazioni ionizzanti.

Gli effetti di esposizione a radiazioni ionizzanti possono essere:
danni somatici deterministici: si manifestano nell'individuo irradiato; la frequenza e la gravità variano con la dose; il periodo di latenza è solitamente breve.
danni somatici stocastici: si manifestano nell'individuo irradiato; sono di tipo probabilistico; non richiedono il superamento di una dose-soglia per la loro comparsa; la frequenza di comparsa aumenta con la dose; hanno lunghi periodi di latenza.
danni genetici stocastici: si manifestano nella progenie dell'individuo irradiato.
- Silicosi: è un'affezione polmonare provocata dall'inalazione di polvere contenente biossido di silicio (SiO2), allo stato cristallino.

- Sindrome del tunnel carpale

- Ipoacusia da rumore: si intende una diminuzione più o meno grave della capacità uditiva.

È stata una delle malattie professionali più frequenti, sostituita, solo negli ultimi anni, da malattie muscolo-scheletriche.
La normativa individua 85dA come soglia limite per garantire l'incolumità dell'udito.
- Malattie muscolo-scheletriche: usato per indicare tutte le disfunzioni che vanno a colpire ossa, articolazioni, muscoli, tendini, legamenti, borse, nervi, vasi sanguigni. Le malattie muscolo-scheletriche sono causate dalla ripetizione di movimenti estranei al lavoratore che esercitano una forza esterna tale da comportare l'adattamento del corpo all'errata postura.

Questi disturbi sono in genere cumulativi, ossia si manifestano in seguito alla somma di numerose esposizioni e per un periodo prolungato; possono essere anche disturbi transitori, ossia legati ad un unico episodio, e il disturbo scompare in seguito a riposo.
I distretti più colpiti sono:
arto superiore
collo
colonna vertebrale o rachide lombo sacrale
- Dermatiti da contatto o eczemi: sono reazioni immunitarie della pelle in seguito all'esposizione o contatto con sostanze chimiche, fisiche, microbiche o parassitarie.

Negli ultimi anni sono diminuite le dermatiti da contatto al lattice (guanti) che colpivano un gran numero di lavoratori e sono state adottate misure preventive, utilizzando altri tipi di materiali per lavoratori allergici.
Dal punto di vista giuridico, la malattia professionale va tenuta distinta dall'infortunio sul lavoro.

## Riconoscimento
La metodologia medico-legale classica per il riconoscimento di una malattia professionale esige l'osservanza di un iter valutativo che si può riassumere nei seguenti punti, tutti necessari e fondamentali:
1.Identificazione dell'agente professionale o della mansione lavorativa ipoteticamente responsabile; 

2.Evidenza scientifica della capacità lesiva della sostanza e della mansione attestata da Organismi nazionali o internazionali;

3.Esposizione lavorativa accertata e per tempi abbastanza significativi per durata e quantità;

4.Tipologia della malattia uguale a quella comunemente indotta dalla sostanza (o correlata alla mansione);

5.Manifestazione della malattia dopo diversi anni di esposizione.
Per malattie professionali si intendono solo quelle inserite nelle Nuove tabelle delle malattie professionali nell'industria e nell'agricoltura pubblicate nella G.U. n.169 del 21 luglio 2008. Le nuove tabelle prevedono 85 voci per l'industria (erano prima 58) e 24 per l'agricoltura (in precedenza 27) essendo stati esclusi alcuni agenti chimici per i quali vige ormai da tempo espresso divieto di utilizzo. Conservano la stessa struttura delle precedenti con suddivisione in tre colonne (Malattie-lavorazioni – periodo massimo di indennizzabilità) e, in ordine, sono elencate le malattie da agenti chimici, quelle dell'apparato respiratorio, della pelle non descritte in altre voci e quelle da agenti fisici. Per ciascuna voce di tabella è stata inserita l'indicazione nosologica delle malattie correlate ai diversi agenti, con la relativa codifica ICD10.
Particolare interesse suscita l'inclusione nelle tabelle di malattie provocate dal sovraccarico biomeccanico del rachide o di segmenti ossei dovute a sollecitazioni meccaniche ripetute nel tempo. Vengono riconosciute alcune malattie muscolo-scheletriche o neuro vascolari del sistema mano braccio, dell'ernia discale lombare, di sovraccarico di grandi articolazioni come quella del ginocchio che potevggano prima essere facilmente riconosciute e indennizzate. Tali patologie hanno rappresentato le più frequenti forme di malattie professionali extratabellate denunciate all'INAIL negli ultimi anni.

## Approccio normativo
Secondo l'art. 139 del D.P.R. 1124/1965 “ È obbligatoria per ogni medico che ne riconosca l'esistenza, la denuncia delle malattie professionali che saranno indicate nell'elenco (contenuto nel D.M. 18 aprile 1973). La denuncia deve essere fatta all'Ispettorato del Lavoro competente per il territorio...."
Con il Decreto del Ministero del lavoro del 27 aprile 2004 – pubblicato sulla Gazzetta Ufficiale n. 134 del 10 giugno 2004 – è stato aggiornato l'elenco delle malattie di origine lavorativa per le quali è obbligatoria la denuncia alla ASL, all'INAIL e all'Ispettorato del lavoro ai sensi e per gli effetti dell'art. 139 del D.P.R. n. 1124 del 30 giugno 1965 (Testo Unico sull'Assicurazione obbligatoria contro gli infortuni e le malattie professionali).
Sia nel caso di certezza diagnostica o solo sospetto di malattia professionale deve essere sporta la denuncia della malattia da parte del medico competente.
Compito del medico competente è quello di compilare il certificato medico di malattia professionale, che il lavoratore dovrà consegnare al proprio datore di lavoro entro i 15 giorni successivi dalla dichiarazione ufficiale della patologia.
Entro i 5 giorni successivi alla consegna del certificato medico di malattia professionale consegnato al datore di lavoro, quest'ultimo dovrà trasmettere all'INAIL la denuncia di malattia professionale.
Il medico ha invece l'obbligo di denunciare la malattia professionale all'ufficiale di polizia giudiziaria della ASL competente per il territorio, obbligato ad inviare, a sua volta, il referto all'Autorità giudiziaria.
Grazie alla segnalazione della malattia professionale, come del resto dell'infortunio, all'autorità competente, si innesca un meccanismo di prevenzione e controllo dei luoghi di lavoro per arrestare o limitare i rischi che determinano eventi accidentali e dannosi per il lavoratore. Obbligo del medico competente è inoltre l'invio del primo certificato medico di malattia professionale all'INAIL.
Ogni medico che effettua la denuncia è tenuto a riportare nella stessa, limitatamente alle malattie della lista I e della lista II, il relativo codice identificativo.

### Elenco delle malattie per le quali è obbligatoria la denuncia
Riferimento D.M. 14/01/2008
- Gruppo 1- Malattie da agenti chimici
- Gruppo 2- Malattie da agenti fisici
- Gruppo 3- Malattie da agenti biologici
- Gruppo 4- Malattie dell'apparato respiratorio
- Gruppo 5- Malattie della pelle
- Gruppo 6- Tumori professionali
- Gruppo 7- Malattie psichiche e psicosomatiche da disfunzioni dell'organizzazione del lavoro incluse solo nella lista II

### Normativa di riferimento in Italia
- D.P.R. 1124 del 30 giugno 1965: art. 3 viene fornita la prima definizione di malattia professionale
- D.M. 18 aprile 1973
- C.P. art. 583 e 365, C.P.P. art.334
- D.Lgs. 38 del 23 febbraio 2000
- D.M. 9/04/2008
- D. Lgs 81/2008
- D. Lgs. 106/2009

## Diffusione

### In Italia
Secondo i dati messi a disposizione annualmente dall’INAIL, le denunce di malattia professionale all’Inail nel 2023 sono state 72.754, con un aumento del 19,7% rispetto al 2022 (+12mila casi) e del 31,6% rispetto al 2021. I numeri risultano ancora più marcati confrontandoli con il 2020 (+61,6%) e, in misura minore, con il 2019 (+18,7%).
Nel 2023 le patologie più denunciate restano quelle osteo-muscolari e del tessuto connettivo, seguite da malattie del sistema nervoso e dell’orecchio. Altri gruppi significativi comprendono i tumori, le patologie respiratorie e i disturbi psichici e comportamentali. Questi dati confermano un trend di crescita nelle segnalazioni, evidenziando l’importanza di un monitoraggio costante delle condizioni di lavoro e della prevenzione nei luoghi di lavoro.
Le denunce di malattia professionale registrate dall’Inail nei primi 11 mesi del 2024 sono state 81.671, 14.577 in più rispetto allo stesso periodo del 2023 (+21,7%).